# Suzuki Ciaz
Suzuki Ciaz — субкомпактный автомобиль японского автопроизводителя Suzuki. Выпускается с 2014 года. На некоторых рынках Азии, Африки и Латинской Америки автомобиль заменил Suzuki SX4.
Впервые автомобиль поступил в продажу в Индии в сентябре 2014 года. С 2021 года на некоторых рынках Африки автомобиль продаётся под названием Toyota Belta.

## Описание
Автомобиль Suzuki Ciaz был представлен на выставке Auto Expo 2014 в Индии. Затем в апреле 2014 года автомобиль был представлен на Пекинском автосалоне под названием Suzuki Alivio. Suzuki Ciaz является самым большим автомобилем сегмента B. Объём багажника составляет 510 литров. В августе 2018 года автомобиль прошёл рестайлинг.

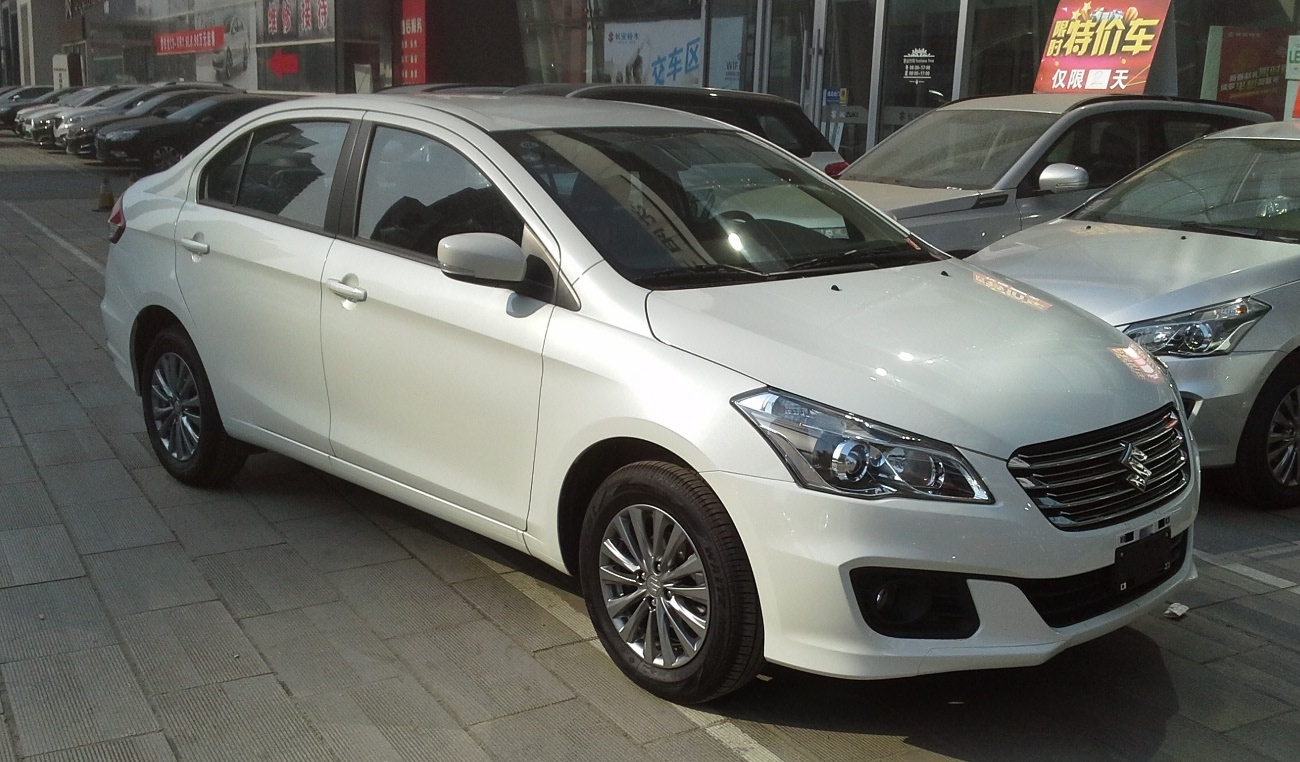
Suzuki Alivio
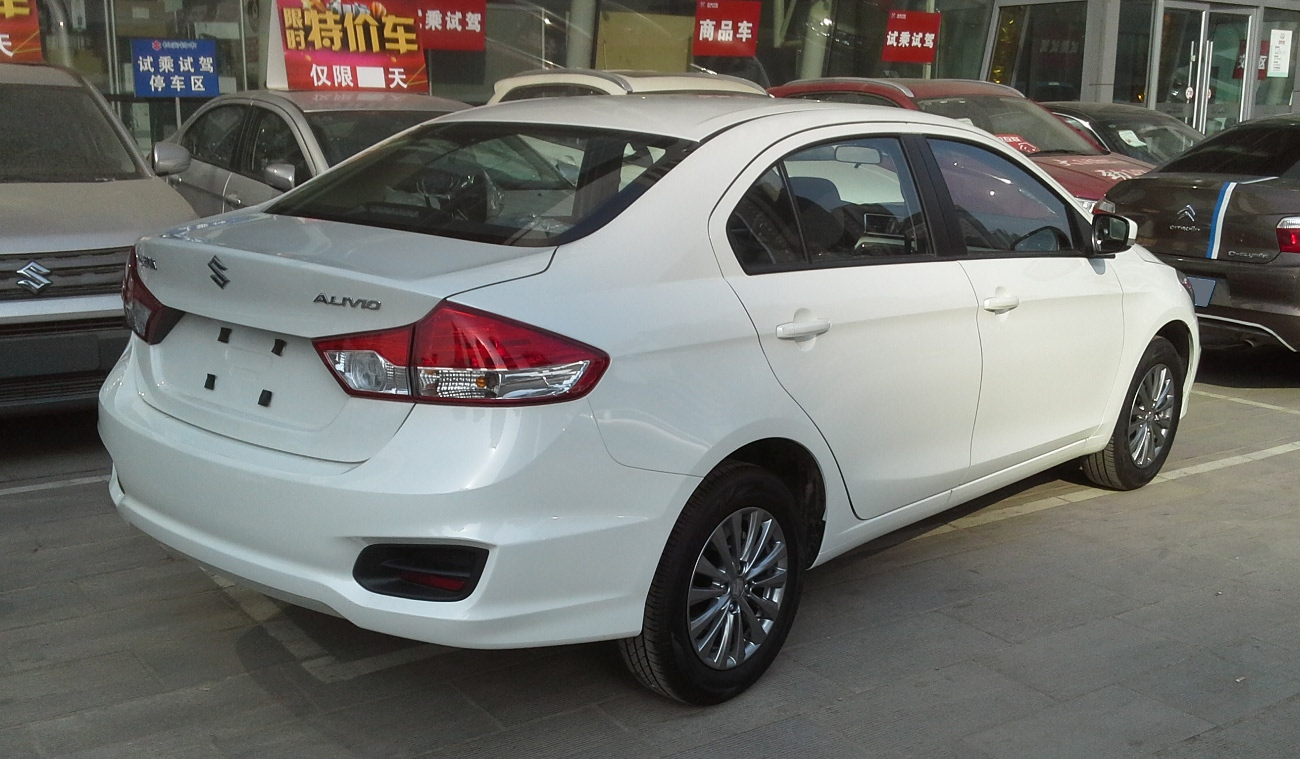
Suzuki Alivio
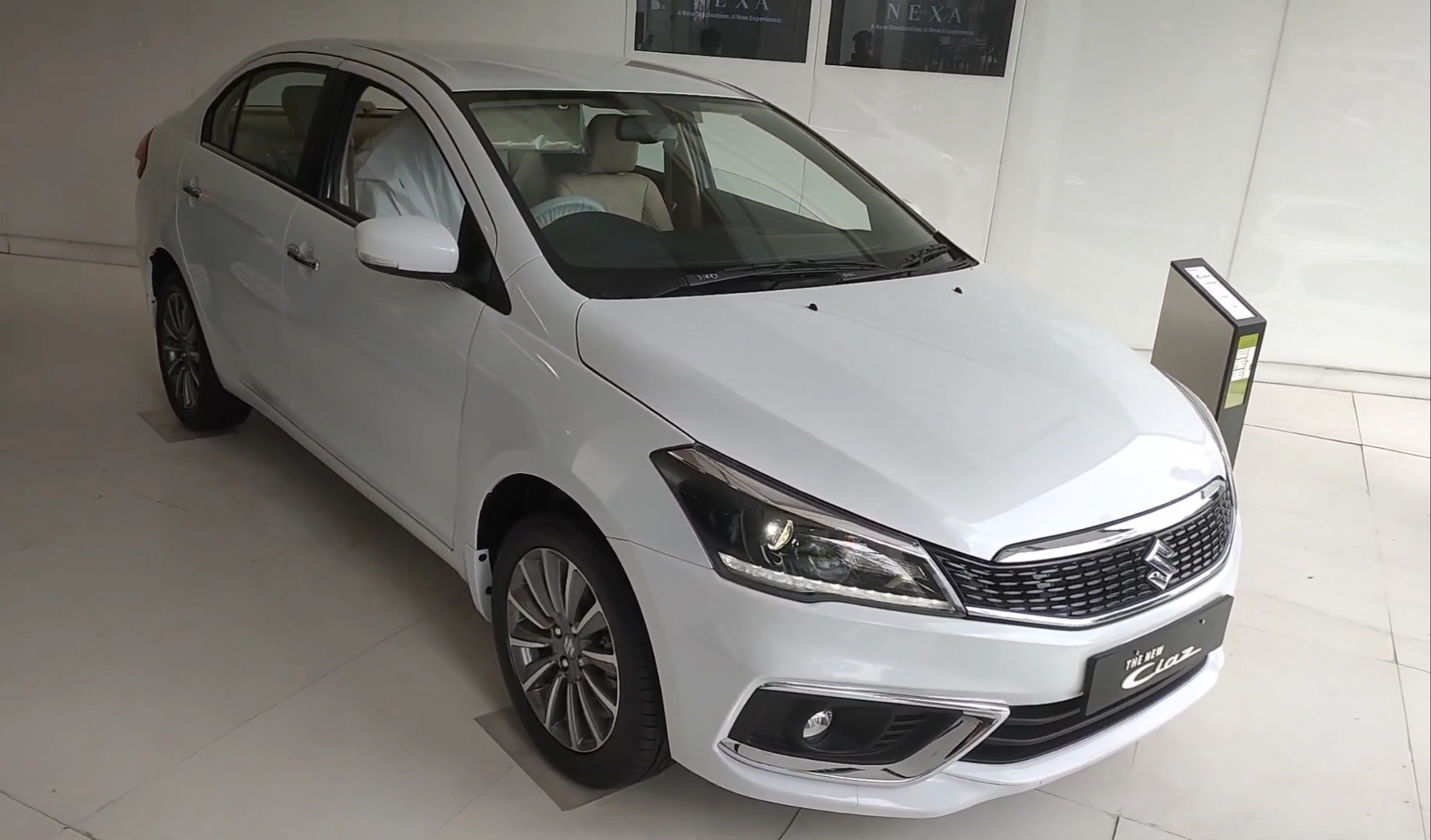
Maruti Suzuki Ciaz
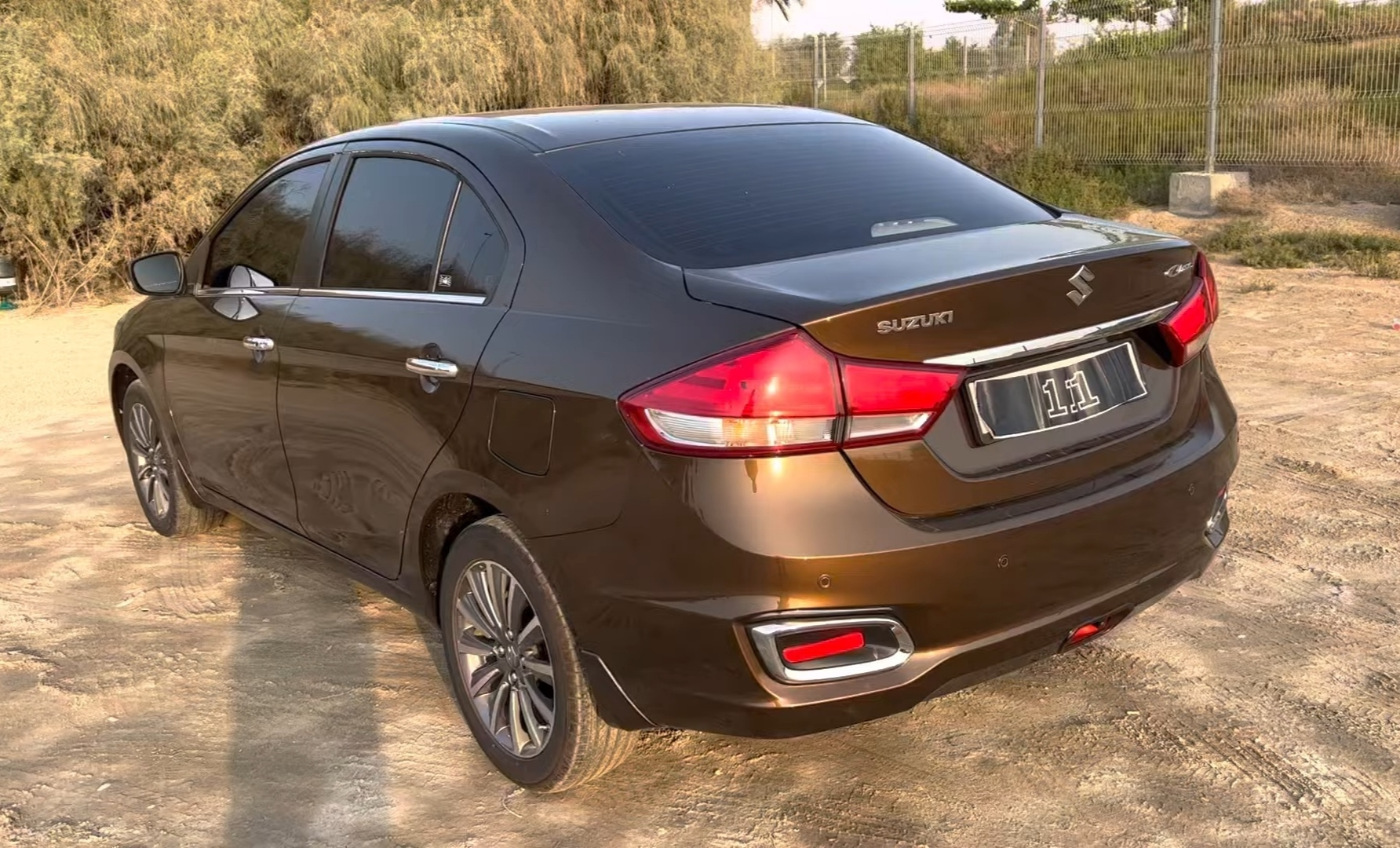
Suzuki Ciaz
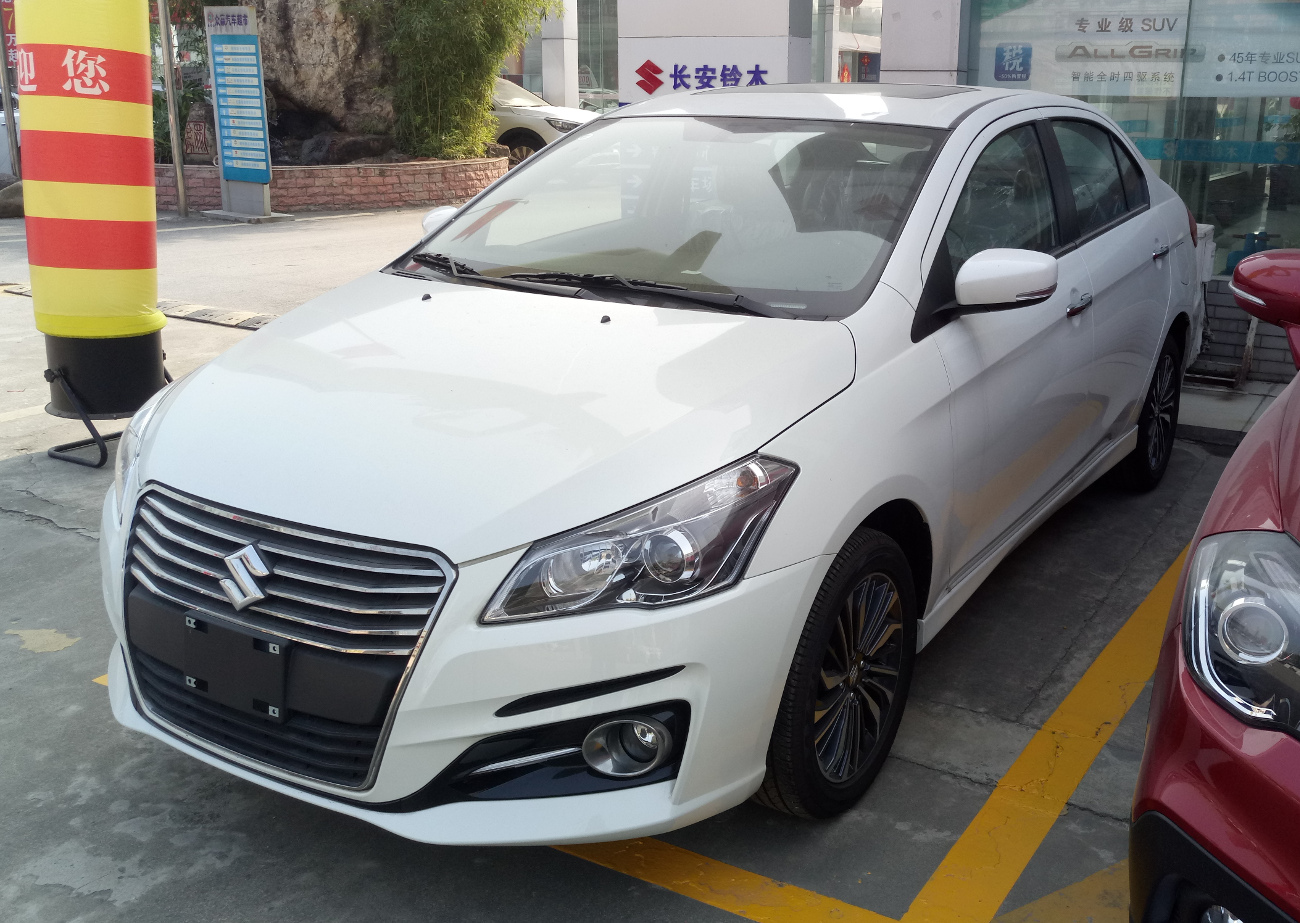
Фейслифтинг Suzuki Alivio
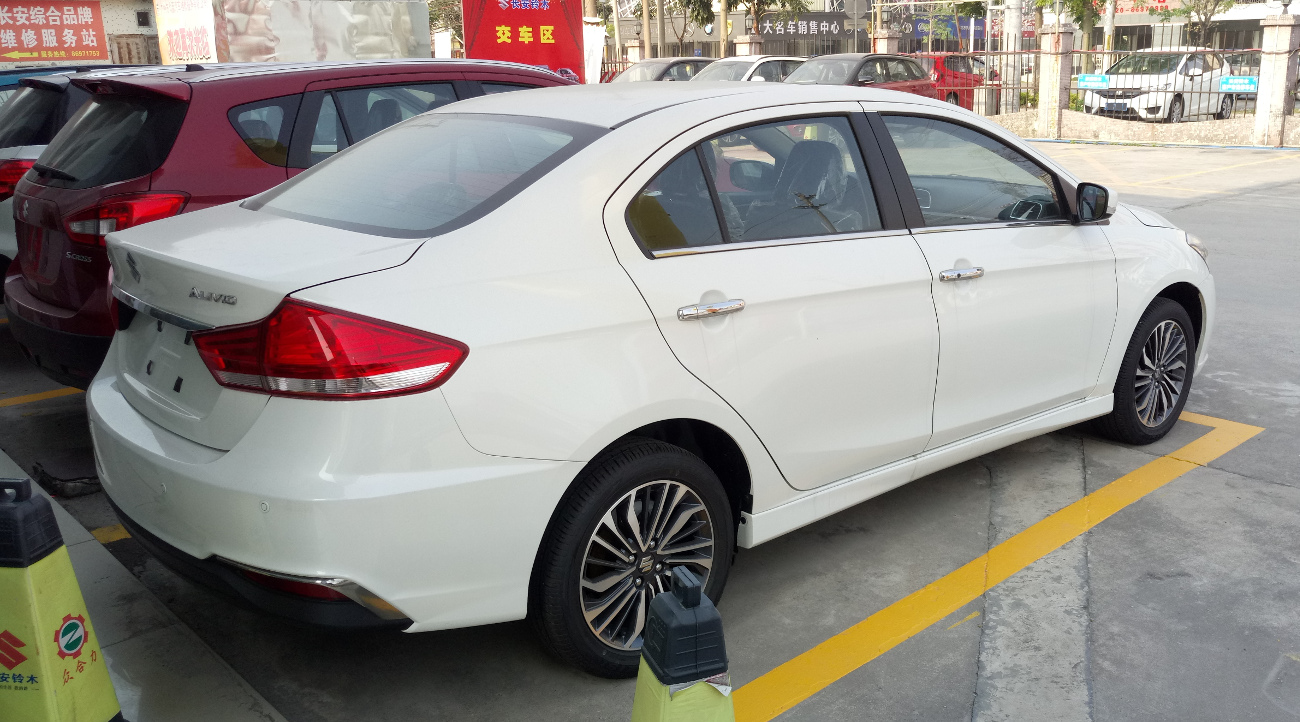
Фейслифтинг Suzuki Alivio
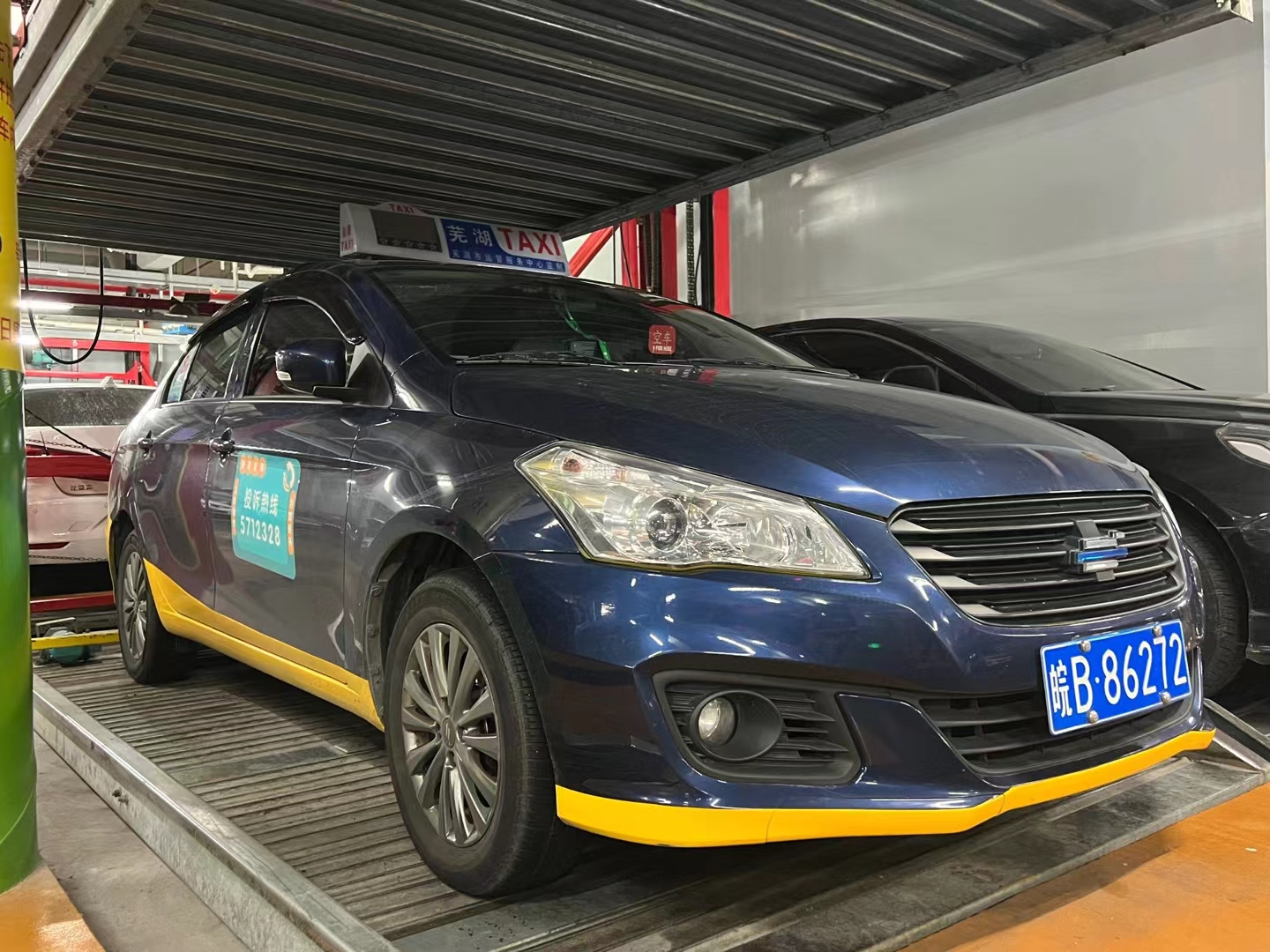
Oshan Qiyue
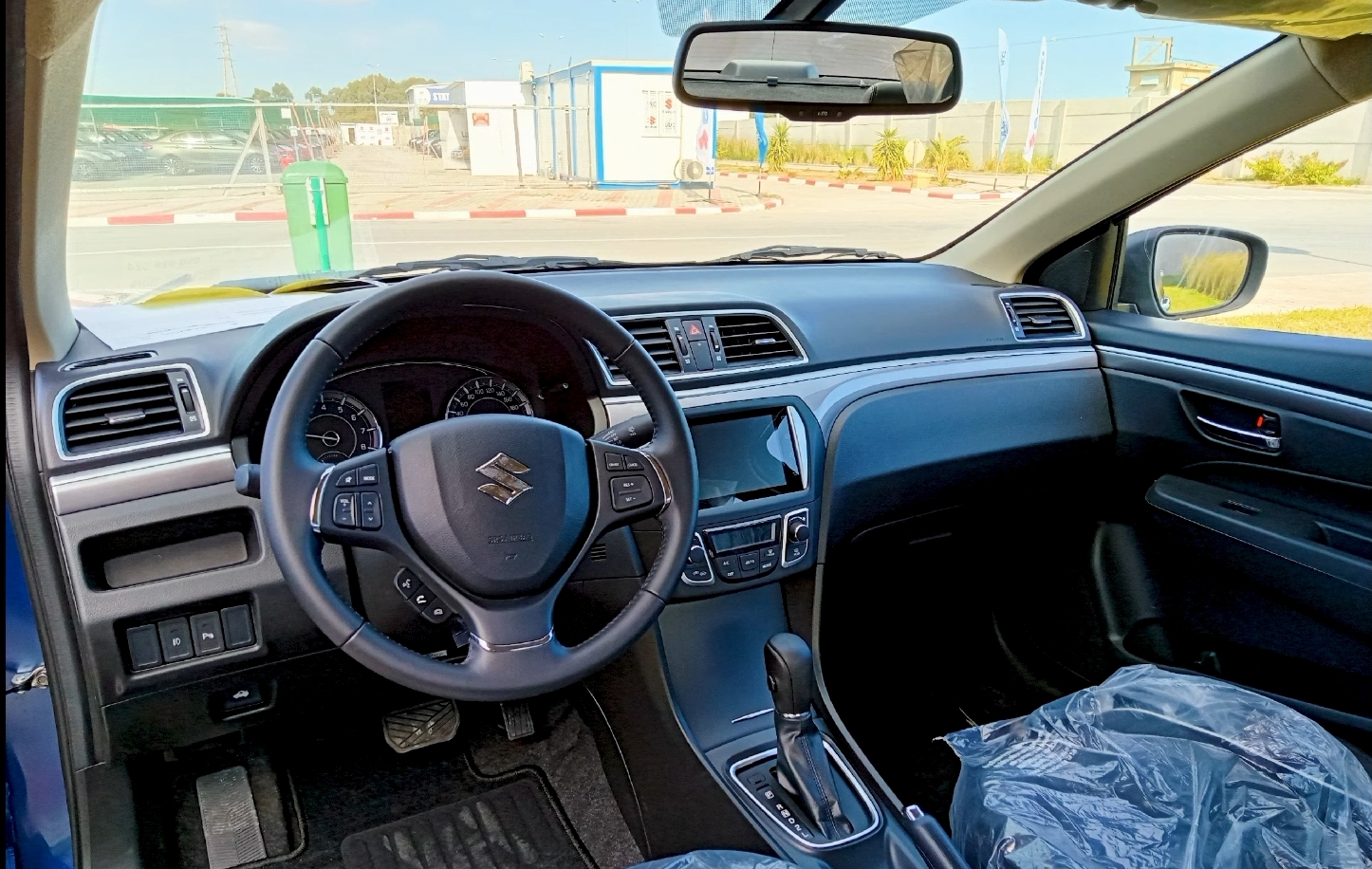
Интерьер

## Мировые рынки

### Индия
Suzuki Ciaz производится в Индии с 2014 года. На рынке модель заменила Suzuki SX4. В сентябре 2015 года был представлен гибридный автомобиль. В апреле 2017 года компания Maruti Suzuki перенесла продажи из обычных дилерских центров Arena в дилерские центры Nexa. К сентябрю 2019 года было продано более 270000 единиц.

### Таиланд
В июле 2015 года автомобиль поступил в продажу в Таиланде. Он оснащается двигателем K12B мощностью 91 л. с. в паре с бесступенчатой трансмиссией. В марте 2020 года на рынок поступила обновлённая версия.

### Китай
Suzuki Ciaz выпускался в Китае с января 2015 года под названием Qiyue (启悦). Он оснащался 1,6-литровым двигателем G-INNOTEC мощностью 122 л. с. и крутящим моментом 158 Н⋅м в паре с пятиступенчатой механической или шестиступенчатой автоматической трансмиссией. В октябре 2017 года автомобиль прошёл рестайлинг.
После ухода компании Suzuki из Китая с 2022 года автомобиль выпускается компанией Changan под названием Oshan Qiyue.

### Индонезия
В Индонезии Suzuki Ciaz продавался с ноября 2015 года. Автомобиль импортировался из Таиланда в комплектации GLS и оснащался 1,4-литровым двигателем K14B в паре с пятиступенчатой механической или четырёхступенчатой автоматической трансмиссией. Из-за проблем с продажами в декабре 2017 года поставки Suzuki Ciaz в Индонезию были прекращены. Всего было продано около 200 единиц.

### Филиппины
На Филиппинах Suzuki Ciaz продавался с 13 апреля 2016 года. Первоначально он предлагался в комплектациях GL M/T, GL A/T и GLX A/T и оснащался 1,4-литровым двигателем K14B в паре либо с 5-ступенчатой механической коробкой передач (только GL), либо с 4-ступенчатой автоматической коробкой передач (GL и GLX). В марте 2021 года на рынок была выпущена обновлённая версия Suzuki Ciaz. В марте 2022 года продажи Suzuki Ciaz на Филиппинах были прекращены

## Toyota Belta
С ноября 2021 года в Египте Suzuki Ciaz продаётся под индексом Toyota Belta. Индекс Belta ранее присваивался автомобилям Toyota Yaris. В иерархии автомобиль расположен ниже Toyota Corolla.

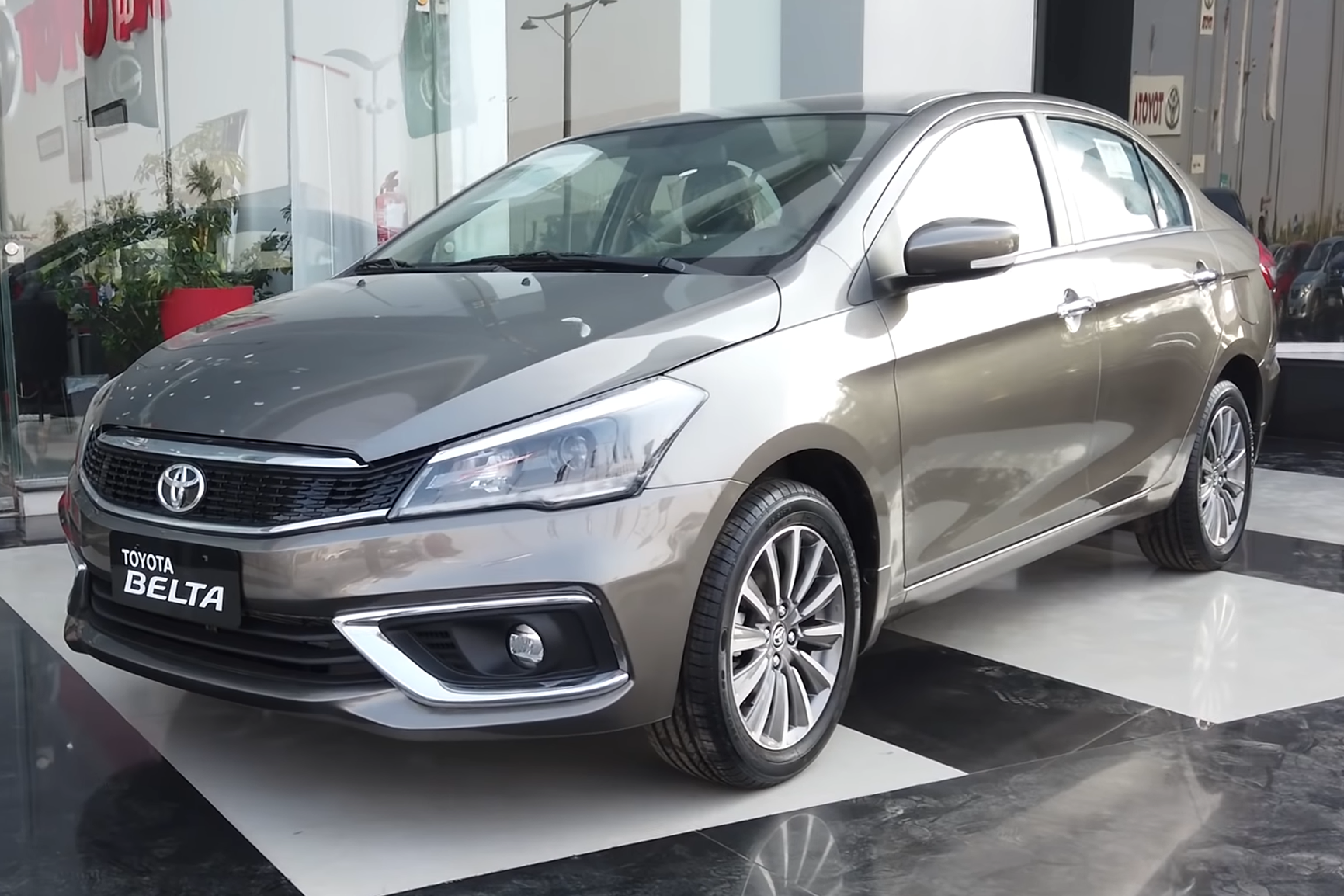
Вид спереди
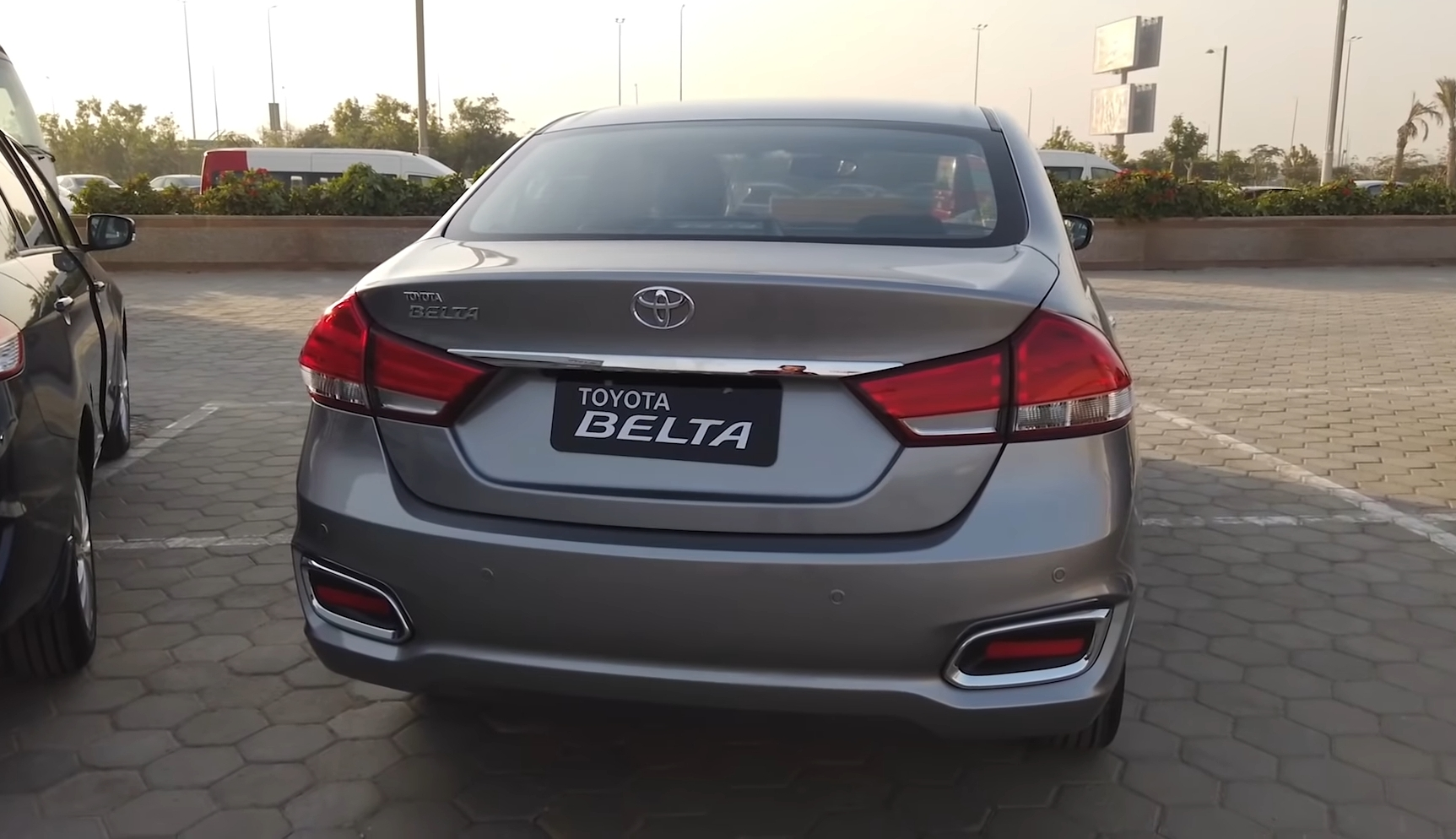
Вид сзади
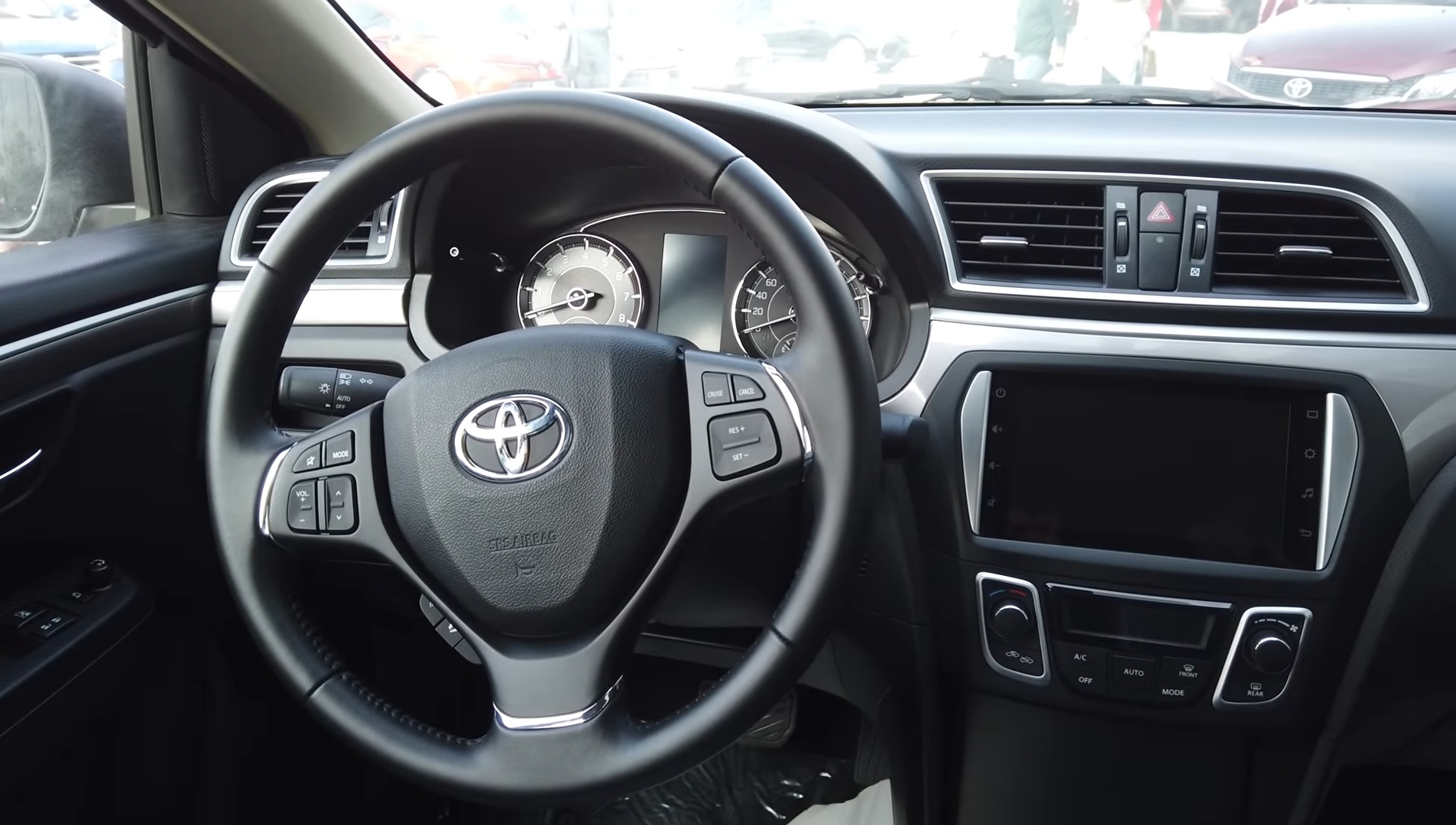
Интерьер